# Краснознаменка (Оренбургская область)
Краснознаменка — село в Кувандыкском городском округе Оренбургской области. В просторечии - Знаменка.

## География
Находится на расстоянии примерно 12 километров по прямой на юго-запад от окружного центра города Кувандык.

## Климат
Климат умеренно-континентальный. Времена года выражены чётко. Среднегодовая температура по району изменяется от +4,0 °C до +4,8 °C. Самый холодный месяц года — январь, среднемесячная температура около −20,5…−35 °C. Атмосферных осадков за год выпадает от 300 до 450—550 мм, причём большая часть приходится на весенне-летний период (около 70 %). Снежный покров довольно устойчив, продолжительность его, в среднем, 150 дней.

## История
Основано до революции переселенцами из Курской и других губерний, в источнике 1901 года отмечено как хутор Аксакальский (название по речке Аксакалке). В народе селение именовалось Аксакалка или даже просто Сакалка. В советское время переименовано в Краснознаменку по колхозу «Красное знамя». До 2016 года входило в Краснознаменский сельсовет Кувандыкского района, после реорганизации этих муниципальных образований в составе Кувандыкского городского округа.

## Население
Постоянное население составляло 537 человек в 2002 году (русские 75 %), 457 в 2010 году.